# Punta Palasina
La Punta Palasina (in francese, Pointe-de-Palasinaz) - (2.782,6 m s.l.m.) è una montagna delle Alpi Pennine collocata nei Contrafforti valdostani del Monte Rosa. Si trova in Valle d'Aosta al confine tra i comuni di Ayas e Brusson.

## Toponimo
Secondo la pronuncia del patois valdostano, il nome "Palasinaz" va pronunciato omettendo la "z" finale, quindi "Palasìna", come per molti altri toponimi e cognomi valdostani e delle regioni limitrofe (la Savoia, l'Alta Savoia e il Vallese).

Questa particolarità, che si discosta dalle regole di pronuncia della lingua francese standard, risale a uno svolazzo che i redattori dei registri del regno di Piemonte-Sardegna erano soliti aggiungere alla fine dei toponimi o dei nomi da pronunciare come dei parossitoni, cioè con l'accento sulla penultima sillaba, molto diffuso in francoprovenzale. In seguito, questo piccolo segno è stato assimilato a una zeta, e spesso viene erroneamente pronunciato, sia dagli italofoni che dai francofoni.

## Caratteristiche
La montagna si trova in Val d'Ayas lungo la cresta che staccandosi dallo spartiacque Ayas/Lys in corrispondenza del Corno Vitello passa per la Punta Palasina e prosegue poi con la Punta del Lago, arriva al Corno Bussola e si abbassa infine su Extrepierre, frazione di Brusson. Tale cresta a sud forma il vallone di Estoul, frazione di Brusson, ed a nord il vallone di Mascognaz, frazione di Ayas. Il versante sud della punta Palasina è principalmente prativo mentre quello settentrionale si affaccia sul vallone di Mascognaz con ripide pareti rocciose.
Dalla vetta si gode di un ampio panorama sui principali gruppi alpini della Valle d'Aosta e sulla valle stessa.

## Salita alla vetta

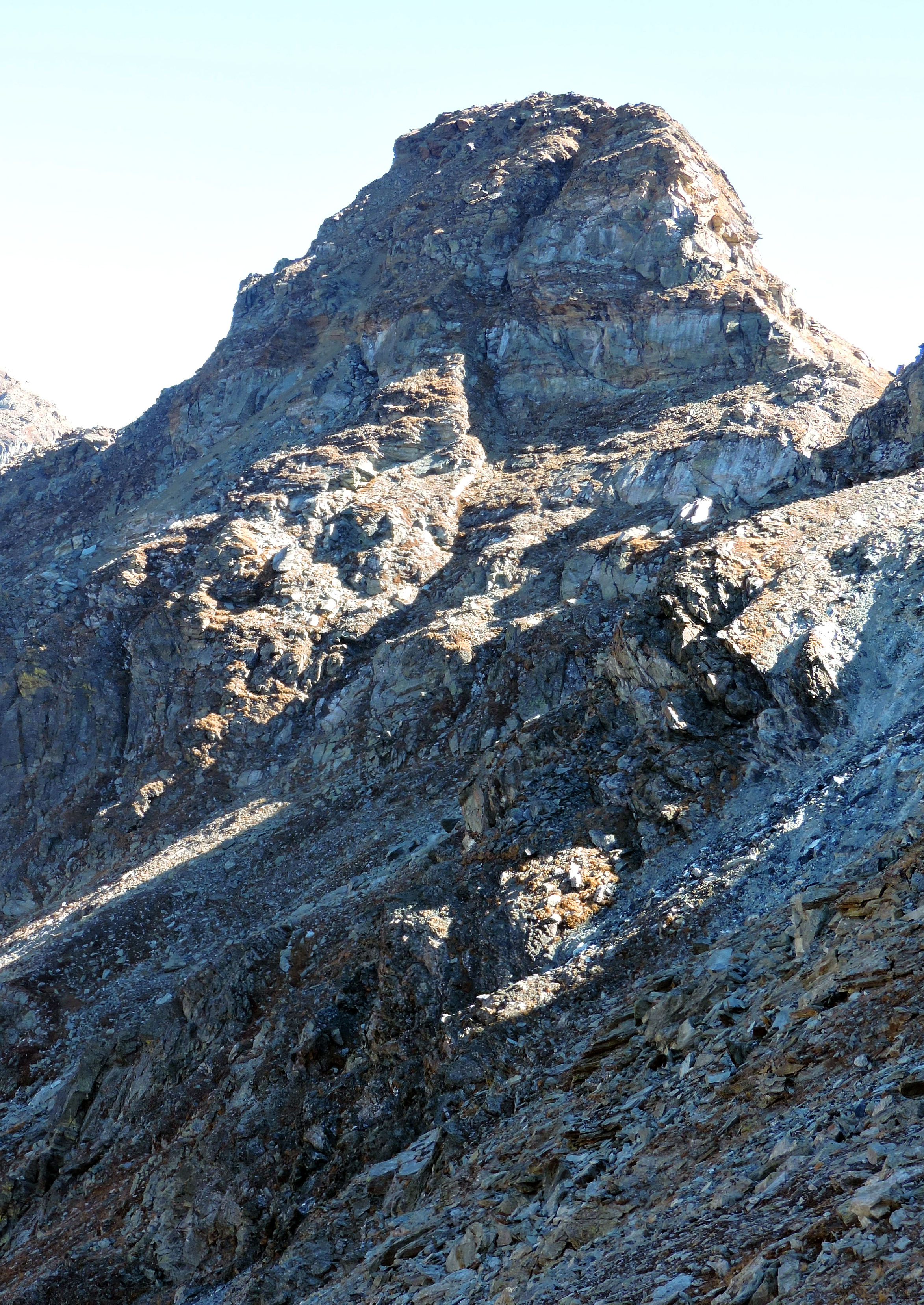
Il versante nord

Si può arrivare alla vetta partendo dal Rifugio Arp o dal vallone di Mascognaz, salendo al Colle Palasina e arrivando nei pressi della cima per un sentiero che corre nei pressi della cresta ovest della montagna evitando alcune asperità e guadagnando poi il punto culminante con una brevissima digressione. Il sentiero ha il segnavia 3D e collega il Corno Vitello con il Corno Bussola. La difficoltà della salita è data come EE.